# Cirque Éloize
Cirque Éloize ([siʁk elwaz]) es una compañía de circo contemporáneo fundada en Montreal en 1993 por los artistas circenses Claudette Morin, Julie Hamelin, Jeannot Painchaud y Daniel Cyr. Sus producciones combinan las artes circenses con la música, la danza, la tecnología y el teatro. Éloize significa "relámpago de calor" en francés acadio, un dialecto hablado en Acadia y las Islas de la Magdalena, de donde son originarios los fundadores del grupo.

## Historia
Cirque Éloize tiene su sede y estudio en el Vieux-Montreal, dentro de la estación Dalhousie, una antigua estación de tren y edificio histórico donde tuvo su sede la École Nationale de Cirque de 1989 a 2003.
Uno de sus miembros, Daniel Cyr, cofundador del Cirque Éloize, inventó un aparato acrobático conocido como la Rueda Cyr, por el que ganó una medalla de plata en el Festival Mondial du Cirque de Demain en 2003. Desde entonces, la Rueda Cyr se ha utilizado en la mayoría de las creaciones del Cirque Éloize. La técnica de la Rueda Cyr ahora se enseña en varias escuelas profesionales de algunos países.
En 2003, Cirque Éloize creó el primer festival de artes circenses en América, La Semaine des Arts du Cirque, que se celebra en verano en las Islas de la Magdalena. Cirque Éloize también es cofundador del festival Montréal Complètement Cirque.
En 2006, la compañía creó la Éloize Foundation, que tiene un triple objetivo: promover la reinserción social de los jóvenes en riesgo, animar a los jóvenes a seguir estudios especializados y contribuir al desarrollo de las artes escénicas. Artcirq, una organización de espectáculos de circo inuit con sede en Igloolik, Nunavut, fue el primer grupo en recibir su apoyo.
Cirque Éloize actuó en la ceremonia de clausura de los Juegos Olímpicos de Invierno de 2006 y en la inauguración de la boutique de relojes suizos Jaeger-Lecoultre en la Place Vendôme de París, en 2012. En 2012, trabajaron en colaboración con Zone3 en la producción de cuatro temporadas de La Vie Est Un Cirque, una serie que se rodó en el estudio del Cirque Éloize, y donde se encargaron de la dirección artística, el casting y la puesta en escena de los seis episodios.
En 2015 actuaron en la primera Bienal Internacional de Artes del Cirque. En 2017, en las festividades del 375 aniversario de Montreal. La Orquesta Sinfónica de Montreal presentó en agosto de 2018 un concierto gratuito de la suite sinfónica Scheherazade, con la actuación del Cirque Eloize.
En 2021, creó y presentó la ceremonia de apertura de la 27.ª edición del Campeonato Mundial de Balonmano Masculino IHF en El Cairo, con los socios locales HiLights y Egypt Engineering Projects. En 2022, creó y produjo la ceremonia de apertura de los Juegos GCC (Gulf Cooperation Council), la ceremonia se presentó ante 5 000 espectadores en Kuwait y se retransmitió en todo Oriente Medio.
Cirque Éloize ha creado tres filiales: Éloize Entertainment, Éloize Studios y Éloize Expo. Éloize Entertainment se centra en grandes proyectos multidisciplinarios, como la ceremonia de inauguración del CCG en 2022; Éloize Studios produce eventos en el estudio creativo del Cirque Éloize en su sede de Montreal;y, Éloize Expo que desarrolla exposiciones interactivas y educativas, su primera exposición interactiva fue realizada en 2021, Arctic: A Man Under the Ice, con imágenes del buceador y director de fotografía Mario Cyr, que inicialmente se presentó en su estudio y después en el Centro de Convenciones de la ciudad de Quebec, antes de trasladarse a Saskatoon en 2022.

## Espectáculos

### Cirque Éloize(1993-1997)
Fue el primer espectáculo de la compañía realizado por los artistas: Jeannot Painchaud, Daniel Cyr, Jano Chiasson, Robert Bourgeois, Damien Boudreau, Sylvette Boudreau y Alain Boudreau. Combinaba danza y acrobacia, el espectáculo se creó en la estación Dalhousie y se presentó en las Islas de la Magdalena los días 11 y 12 de agosto de 1993 con motivo del décimo aniversario de CFIM-FM. Entre 1991 y 1994 se crearon tres versiones del espectáculo. Los dos primeros se realizaron en el marco de un trabajo colectivo en el que participaron todos los artistas, bajo la dirección de Jeannot Painchaud y con Catherine Archambault a cargo de la puesta en escena y la coreografía. Pierre Boileau se unió al equipo para la tercera versión del montaje.

### Excentricus(1997–2002)
Fue interpretado por 17 artistas: acróbatas, malabaristas, comediantes, trapecistas y músicos. Se presentó en más de 500 ocasiones, entre ellas en el Festival de Edimburgo en Escocia, el Festival de Israel en Jerusalén, el Festival de las Artes de Hong Kong en China, el Festival de Teatro Iberoamericano de Bogotá y el Festival de Recklinghausen en Alemania.

### Cirque Orchestra(1999–2002)
Producido para el Festival Internacional Lanaudière.

### Nomade: La nuit, le ciel est plus grand(2002-2006)
Creado en 2002, con la dirección de Daniele Finzi Pasca. Fue el primer espectáculo de la Trilogie du Ciel.  Incluía canciones, música, danza y acrobacias para hablar del espíritu vagabundo del hombre y de su búsqueda de aventuras. Las composiciones de Lucie Cauchon se inspiraron en la música romaní. Se presentó en múltiples teatros y festivales internacionales, con más de 700 representaciones en total. En 2007, formó parte del programa que representó a la provincia de Quebec durante tres semanas en el Foro Universal de las Culturas en Monterrey, México.
Este espectáculo fue nominado en 2005 a los Premios Gemini, como Best Variety Special or Scenic Arts Special y como Best Editing in Comedy, Variety, Scenic Arts.

### Typo(2003-2007)
Dirigida e interpretada por Jamie Adkins.

### Rain:Comme une pluie dans tes yeux(2004–2012)
Creado en 2004, fue el segundo capítulo de la Trilogie du Ciel, dirigido nuevamente por Finzi Pasca, en el que se abordaban temas como la infancia, la libertad y la familia, y combinaba teatro, música y danza con artes circenses contemporáneas: malabarismo, banquina, barra rusa, payaso, rueda Cyr, balancín, cuerda floja, contorsión, tela acrobática y aro. Ha viajado por 178 ciudades y 20 países. Cuenta con una banda sonora original compuesta por Maria Bonzanigo y Lucie Cauchon.
Fue nombrado como uno de los 10 mejores espectáculos presentados en San Francisco en 2005 por Robert Hurwitt del San Francisco Chronicle. Este mismo año, recibió el Best Touring Production Award del Theatrical Management Association Awards. Además, en 2006 fue nominado a los Drama Desk Award, Nueva York, como Unique Theatrical Experience  y como Outstanding Director of a Musical.

### Nebbia(2007-2011)
El último espectáculo de la Trilogie du Ciel. Escrita y dirigida por Finzi Pasca. Fue coproducida por el Cirque Éloize y el Teatro Sunil. Nebbia significa "niebla" en italiano y trata sobre los mundos oníricos e imaginarios. Contó con el mismo equipo creativo que los dos espectáculos anteriores.

### iD(2009–2017)
Dirigido por Jeannot Painchaud, combina las artes circenses con bailes callejeros como el breakdance y el hip hop. Estuvo representada por 15 artistas que realizaban 13 disciplinas acrobáticas diferentes. En julio de 2010, se presentó como espectáculo inaugural del festival Montréal Complètement Cirque.Este mismo año, ganó el Grand Prix del Conseil des arts de  Montréal en su 26.ª edición.
En octubre de 2016, celebró su actuación número mil en Londres.

### Cirkopolis(2012-2014)
Creado en 2012, fue un espectáculo dirigido por Painchaud y el coreógrafo Dave St-Pierre. La estética está inspirada en la película Metropolis de Fritz Lang. El escenario está ambientado en una ciudad industrial. En 2014, recibió un Drama Desk Award a la Unique Theatrical Experience.
En 2018, Cirkopolis se convirtió en el primer espectáculo de Arabia Saudita en presentar mujeres en el escenario frente a un público compuesto tanto por hombres como por mujeres.

### Le Music-Hall de la Baronne(2013)
Creado en colaboración con el festival Montréal Complètement Cirque. Un espectáculo de estilo cabaré que se presentó en julio de 2013.

### Saloon(2016)
Es un western dirigido por Emmanuel Guillaume y con música original escrita por Éloi Painchaud, que incluye fragmentos de clásicos de Patsy Cline y Johnny Cash. Cuenta con 11 artistas, 3 de los cuales son músicos, utilizan la danza, el canto y la acrobacia. Se estrenó en el Festival Occidental de Saint-Tite en 2016.

### Nezha(2018)
Cuenta la historia de un huérfana abandonada en una isla misteriosa, heredera legítima de un grupo llamado Banderas Rojas, que intenta convertirse en la pirata más temible de todos los tiempos. Combina danza, acrobacias, artes marciales y proyecciones visuales en un anfiteatro. Presentado en el museo especializado Shawinigan Cité de l'Énergie, fue el primer espectáculo semipermanente del Cirque Éloize. Se estrenó el 5 de julio de 2018.

### Hotel(2018-2019)
Dirigido por Emmanuel Guillaume, fue creado con motivo del 25.º aniversario del Cirque Éloize. El estreno tuvo lugar en el Foxwoods Resort Casino en agosto de 2018.

### Seul ensemble(2019–2020)
Con la puesta en escena de Benoit Landry, es un homenaje a la música de Serge Fiori, utilizando canciones de su banda Harmonium y de su carrera en solitario, con 5 bailarines y 15 acróbatas que realizan el espectáculo periódicamente en el Théâtre St-Denis de Montreal a partir del 6 de marzo de 2019 y en el Théâtre Capitole de la ciudad de Quebec a partir del 20 de junio de 2019. El espectáculo fue visto por 75 000 personas antes de que se cancelara en agosto de 2021, debido a la pandemia de COVID-19.

### Entre ciel et mer(2022–2024)
Creado para celebrar el 30.º aniversario del Cirque Éloize.